# جورج دالاس
جورج ميفلن دالاس (بالإنجليزية: George M. Dallas)‏ (10 يوليو 1792 – 31 ديسمبر 1864) هو سياسي ودبلوماسي أمريكي، شغل منصب عمدة فيلادلفيا من عام 1828 إلى عام 1829 ومنصب نائب رئيس الولايات المتحدة الحادي عشر من عام 1845 إلى عام 1849.
كان ابن وزير الخزانة الأمريكية الكسندر جيه. دالاس، التحق جورج دالاس بالمدارس الإعدادية النخبوية قبل الشروع بمهنة القانون. عَمِل بمثابة الأمين الخاص لألبرت غالاتين وعَملَ لوزارة الخزانة والبنك الثاني للولايات المتحدة. ظهر كقائد «لحزب العائلة» وهو جناح من الحزب الديمقراطي في فيلادلفيا، استحدث دالاس منافسة مع جيمس بيوكانان، قائد حزب «الوحدويين» وهو أيضًا جناح من الحزب الديمقراطي. بين عام 1828 وعام 1835، عَمِل كعمدة لفيلادلفيا، ووكيل وزارة العدل الأميركية للمقاطعة الشرقية من بنسلفانيا، والوكيل العام لبنسلفانيا. مثّل بنسلفانيا أيضًا في مجلس الشيوخ الأمريكي من عام 1837 إلى عام 1839 لكنه رفض السعي لإعادة الانتخاب. عيّن الرئيس مارتن فان بورين دالاس سفيرًا إلى روسيا، واحتفظ دالاس بهذا المنصب من عام 1837 إلى عام 1839.
دعم دالاس محاولة فان بيورين لولاية ثانية في الانتخابات الرئاسية الأمريكية لعام 1844، لكن فاز جيمس بوك بالترشيح الرئاسي للحزب. رشح المؤتمر الوطني الديمقراطي لعام 1844 دالاس كي يكون نائبًا لبوك، دافع بوك ودالاس عن ورقة (بطاقة) حزب اليمين في الانتخابات العامة. كداعم للتوسع ومبدأ سيادة الشعب، دعا دالاس لضم المكسيك بكاملها خلال الحرب الأمريكية المكسيكية. سعى لوضع نفسه في المنافسة في الانتخابات الرئاسية لعام 1848، لكن تصويته لتخفيض التعريفات الجمركية دمر قاعدة دعمه في ولايته الأم. شغل دالاس منصب سفير الولايات المتحدة في بريطانيا من عام 1856 إلى عام 1861 قبل التقاعد من الوظيفة العامة.

## سيرته المهنية السياسية

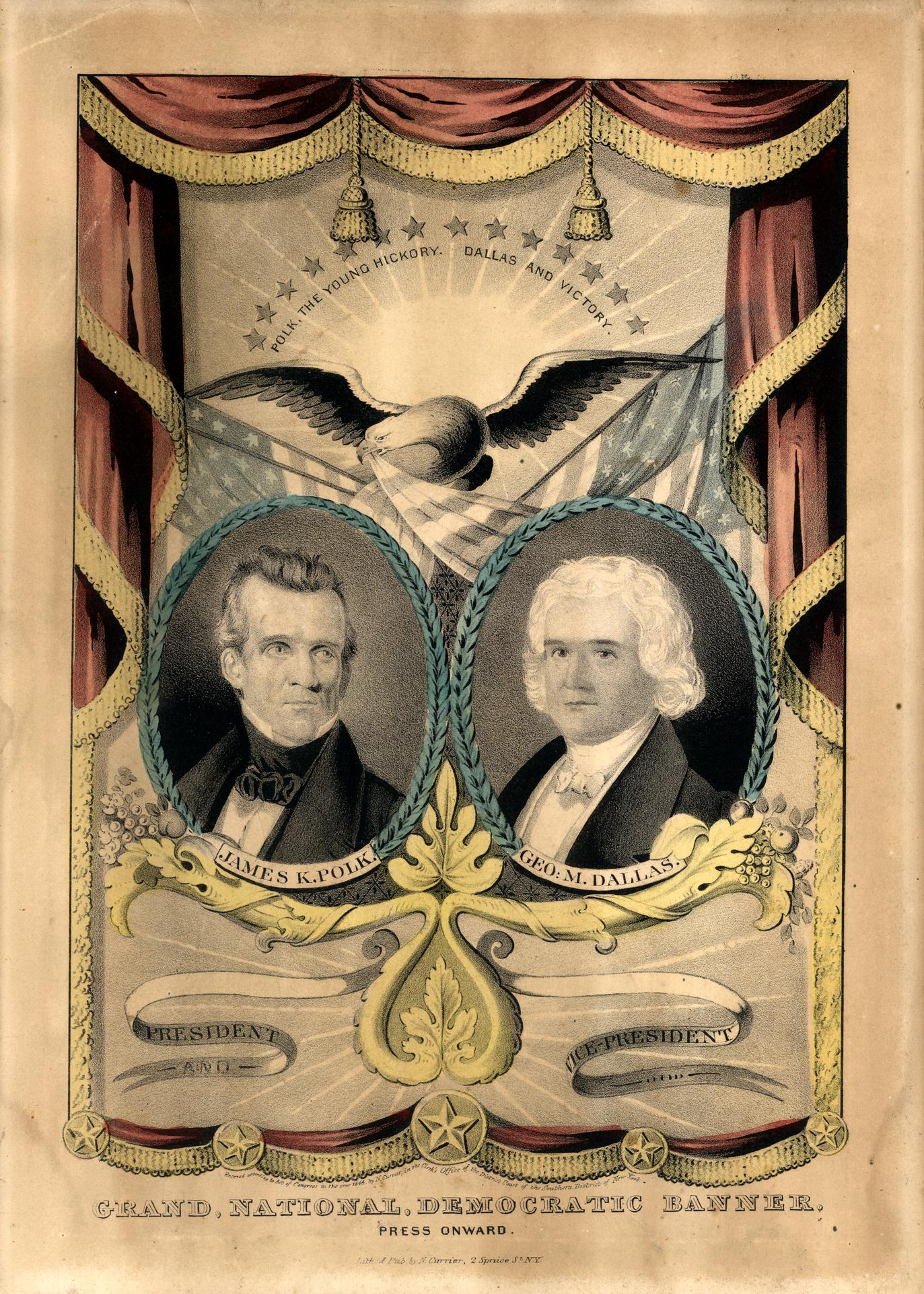
شعار حملة بولك دالاس

بعد انتهاء حرب عام 1812، كان مناخ بنسلفانيا السياسي في حالة فوضى، مع تنافس فئتين من الحزب الديمقراطي في الولاية للحصول على السلطة. الأول، «حزب العائلة» القائم في مدينة فيلادلفيا، بقيادة دالاس، وتبنى هذا الجناح المعتقدات التي تقول إن دستور الولايات المتحدة دستور سامٍ، وأنه يجب أن توجد حكومة وطنية فعالة تطبق تعريفات وقائية، ونظامًا مصرفيًا مركزيًا قويًا، وتتولى تقديم تحسينات داخلية للبلاد في سبيل تسهيل حركة التجارة الوطنية. دُعيَ الجناح الثاني «الوحدويون»، بقيادة الرئيس المقبل جيمس بيوكانان.
انتخب المصوتون دالاس عمدةً لفيلادلفيا كمرشح عن حزب العائلة، بعد أن حصد الحزب السلطة في مجالس المدينة. لكنه سرعان ما ملّ من ذلك المنصب، وأصبح وكيل وزارة العدل الأمريكية للمنطقة الشرقية من بنسلفانيا عام 1829، وهو منصب استلمه والده من عام 1801 إلى عام 1814، واستمر في ذلك الدور حتى عام 1831. في شهر ديسمبر من ذلك العام، فاز في سباق خماسي الأطراف في البطاقة الانتخابية الحادية عشرة في المجلس التشريعي للولاية، الذي مكّنه من أن يصبح عضوًا في مجلس الشيوخ عن ولاية بنسلفانيا بهدف إكمال الفترة غير المنتهية للسيناتور السابق الذي استقال.
عمل دالاس لأقل من خمسة عشرة شهرًا – من 13 ديسمبر 1831، إلى 3 مارس 1833. كان رئيس الهيئة المعنية بشؤون البحرية. رفض دالاس السعي وراء إعادة الانتخاب، جزئيًا، بسبب النزاع الدائر حول البنك الثاني للولايات المتحدة، وجزئيًا، لأن زوجته لم ترغب بترك فيلاديلفيا والذهاب إلى واشنطن.
استأنف دالاس ممارسة القانون، وكان النائب العام لولاية بنسلفانيا من عام 1833 إلى عام 1835، أُدخل في عضوية النظام الماسوني الإسكتلندي في محفل فرانكلن في بنسلفانيا، وكان بمرتبة الخبير الأعظم للماسونيين في بنسلفانيا عام 1835. عُيّن من قِبل الرئيس مارتن فان بيورين ممثلًا فوق العادة ومبعوثًا مطلق الصلاحية إلى روسيا من عام 1837 إلى عام 1839، إذ استُدعي بناءً على طلبه. عُرض على دالاس منصب النائب العام، لكنه رفض، واستأنف ممارسته للقانون. في الفترة التمهيدية للانتخابات الرئاسية لعام 1844، عمل دالاس على مساعدة فان بيورين في التغلب على غريمه في بنسلفانيا، جيمس بيوكانان، في الترشيح عن الحزب الديمقراطي.
في المؤتمر الوطني الديموقراطي في شهر مايو لعام 1844 في بالتيمور، رُشح جيمس كيه بوك وسيلاس رايت عن فئة الحزب الديمقراطي. على أي حال، رفض رايت الترشيح، واختار المندوبون دالاس كبديلٍ له. لم يكن دالاس حاضرًا في المؤتمر، وذهب المندوبون إلى منزله في فيلاديلفيا وأيقظوه من نومه لإخباره. وافق دالاس على مضض بعض الشيء. حاز المرشحون الديمقراطيون على التصويت الشعبي بفارق 1.5% وربحوا الانتخاب بنحو  170 صوت انتخابي من أصل 275.
كان دالاس فعّالًا بترأسه لمجلس الشيوخ، إذ عمل لدعم أجندة بوك وكانت له عدة أصوات حاسمة للبت في القرارات (صوت كسر التعادل). دعا دالاس لضم منطقة أوريغون والمكسيك كلها خلال الحرب الأمريكية المكسيكية، لكنه قبل بالتسوية واكتفى بضم أجزاء من المنطقتين إلى الولايات المتحدة. على الرغم من عدم نجاح دالاس في منع بوك من تعيين بيوكانان وزيرًا للخارجية، إلا أنه ساعد في إقناع بوك بتعيين روبرت جيه ووكر وزيرًا للخزانة، سعى دالاس للمناورة والدخول ضمن المنافسة الرئاسية في انتخابات 1848، إذ وعد بوك بالخدمة لولاية (فترة رئاسية) واحدة. على أي حال، دمر تردد دالاس في التصويت لخفض التعريفات الجمركية الكثير من قاعدته الشعبية في بنسلفانيا، وقوّى تأييد دالاس لمبدأ سيادة الشعب في قضية العبودية المعارضةَ ضده. شغل دالاس منصب نائب الرئيس من 4 مارس عام 1845 إلى 4 مارس عام 1849.
عام 1856، عيّن فرانكلين بيرس دالاس مبعوثًا (سفيرًا) إلى بريطانيا العظمى، واستمر بذلك المنصب من 4 فبراير عام 1856، حتى تعيين تشارلز إف. آدامز من قِبل الرئيس لينكولن، إذ أعفاه في 16 مايو عام 1861. في بداية خدمته الدبلوماسية في إنجلترا دُعيَ لاتخاذ إجراءات بشأن  قضية أميركا الوسطى، وبشأن الطلب المُتخذ من قِبل الولايات المتحدة تجاه الحكومة البريطانية بأنه يجب استدعاء السير جون كرامبتون، المبعوث البريطاني إلى الولايات المتحدة. تعامل السيد دالاس مع هذه القضايا بطريقة استرضائية، لكن دون أي تضحية بالكرامة الوطنية، وسوّى الأمور بصورة ودية. في نهاية مسيرته الدبلوماسية عاد دالاس إلى حياته الخاصة ولم يأخذ أدوارًا أخرى في الشؤون العامة إلا ليُعبر عن إدانته للانفصال.

### منافسته مع جيمس بيوكانان
كان دالاس منافسًا سياسيًا لغريمه في بنسلفانيا جيمس بيوكانان، الرئيس المستقبلي الخامس عشر للولايات المتحدة. يعود جذر هذه المنافسة إلى صراع السلطة في الحزب الديمقراطي في بنسلفانيا بين «حزب العائلة» و«الوحدويين».
بقيادة دالاس، شارك دالاس معتقداته في «حزب العائلة» القائم في فيلادلفيا، في سيادة الدستور وفي حكومة وطنية فاعلة ستطرح تعريفات وقائية، وتطرح نظامًا مصرفيًا مركزيًا قويًا، وتشجع ما يدعى بالتحسينات الداخلية لتسهيل التجارة الوطنية. كان الجناح المعارض «الوحدويون» بقيادة الأرستقراطي جيمس بيوكانان من هاريسبورغ؛ وكانت قوته تنبع من أوساط مزارعي بنسلفانيا الغربية.
حصد حزب العائلة السيطرة على مجالس مدينة فيلادلفيا، وفي عام 1828 انتخبت المجالس دالاس ليكون العمدة. قاد الملل من المنصب دالاس -على طريق والده- لمنصب نائب المقاطعة للمنطقة الشرقية من بنسلفانيا، واستمر في ذلك المنصب من عام 1829 إلى عام 1831. استمر في مجلس الشيوخ لأربعة عشرة شهرًا فقط، ترأس لجنة الشؤون البحرية ودعم وجهات نظر الرئيس آندرو جاكسون حول التعريفات الوقائية واستخدام القوة لفرض التعريف الفدرالي في كارولينا الجنوبية.
اشتد التوتر مع بيوكانان بين 1833-1834، عندما عاد بيوكانان من منصبه الدبلوماسي في روسيا وانتُخب لمقعد بنسلفانيا الثاني في مجلس الشيوخ.
على الرغم من أنه خارج الساحة الوطنية، ظل دالاس فعالًا في الحياة السياسية الديمقراطية للدولة. رفض دالاس فرصًا للعودة إلى مجلس الشيوخ وليصبح نائبًا عامًا للولايات المتحدة. وبدلًا من ذلك، وافق على تعيينه نائبًا عامًا لولاية بنسلفانيا، بقي في ذلك المنصب حتى عام 1835، حين انتقلت مكامن السيطرة من حزب العائلة المتدهور إلى حزب بيوكانان «الوحدويين».
في عام 1837، أخذ دالاس دورًا سياسيًا مُبعدًا، إذ عيّنه الرئيس المُنتخَب الجديد مارتن فان بيورين مبعوث الولايات المتحدة إلى روسيا. رغم استمتاع دالاس بالمسؤوليات الاجتماعية لذلك المنصب، نما لديه إحباطٌ بسبب قلة واجباته الأساسية وعاد إلى الولايات المتحدة عام 1839. وجد خلال غيابه في سانت بطرسبورغ، أن بيوكانان حقق منصبًا قياديًا في الحياة السياسية في بنسلفانيا.
في ديسمبر عام 1839، عرض فان بيورين على دالاس تعيينه نائبًا عامًا للولايات المتحدة بعد أن رفضه بيوكانان. مرة أخرى رفض دالاس العرض وأمضى السنوات اللاحقة في تعزيز ممارسته للقانون في فيلادلفيا. بقيت صلاته مع بيوكانان مضطربة خلال تلك الفترة.
ظل على خلافاته مع بيوكانان لعدة سنوات. في عام 1845، اعترض دالاس بشدة، حين عُيّن بيوكانان وزير خارجية أميركا من قِبل الرئيس بوك.

## وصلات خارجية
- جورج دالاس على موقع الموسوعة البريطانية (الإنجليزية)
- جورج دالاس على موقع إن إن دي بي (الإنجليزية)